# Folkpartiet (Syrien)
Folkpartiet var ett liberalt borgerligt och västvänligt parti i Syrien som hade ett stort inflytande över Syriens politiska utveckling mellan 1925 och 1963. Partiet bildades år 1925 och ingick i det så kallade "Nationella Blocket" som verkade för Syriens självständighet.
Syriska Folkpartiet förespråkade fri marknad med viss statlig inblandning och verkade för bättre relationer mellan Syrien och västvärlden. Partiet motsatte sig Förenade arabrepubliken år 1958 som innebar en socialistisk union som skulle överge Syriens politiska makt till Egyptens socialistiska ledare Gamal Abdel Nasser. Nasser inrättade en polisstat och upplöste alla politiska partier bland annat Syriska Folkpartiet. Syriska näringslivet förstatligades och markägarna blev utsparkade utan kompensation. Tre år senare inledde den syriska militären en lyckad militärkupp mot Egypten och lämnade tillbaka makten till de syriska myndigheterna som i sin tur utlyste nyval. Syriska Folkpartiet var stora vinnaren i valet och partiledaren Nazim Al-Kudsi blev president.
Under den perioden privatiserades näringslivet igen, markägarna fick sina kompensationer och en rejäl ekonomisk reform inleddes i landet. Den demokratiska utvecklingen i Syrien blev dock inte långvarig. År 1963 inledde de socialistiska officerarna en militärkupp som lyckades avsätta Folkpartiets regering. Partiet tvångsupplöstes år 1963 efter att socialisterna tog över makten och den syriska presidenten och folkpartisten Nazim Al-Kudsi utvisades och levde resten av sitt liv i exil.